# 伏見十石舟

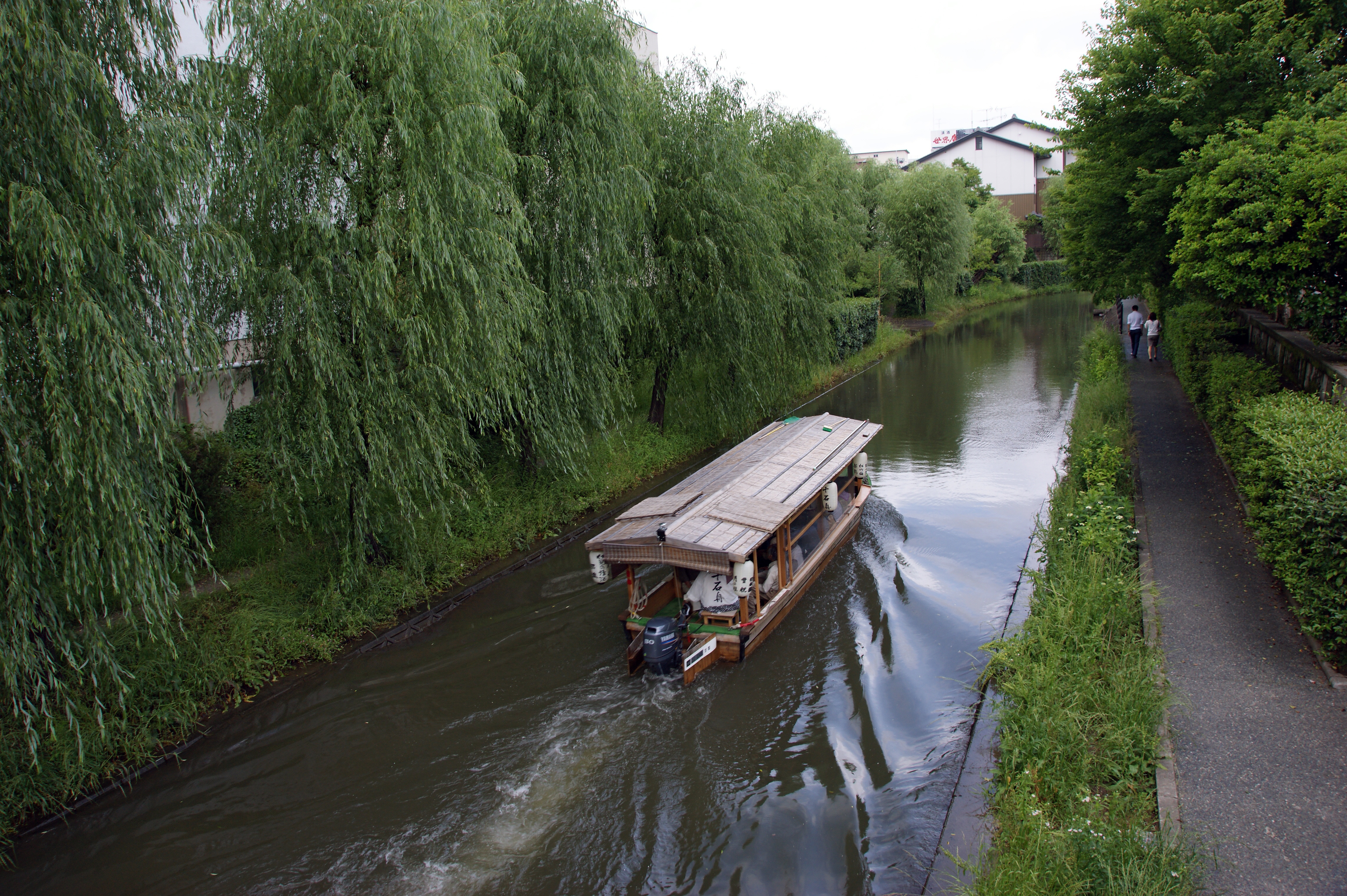
十石舟

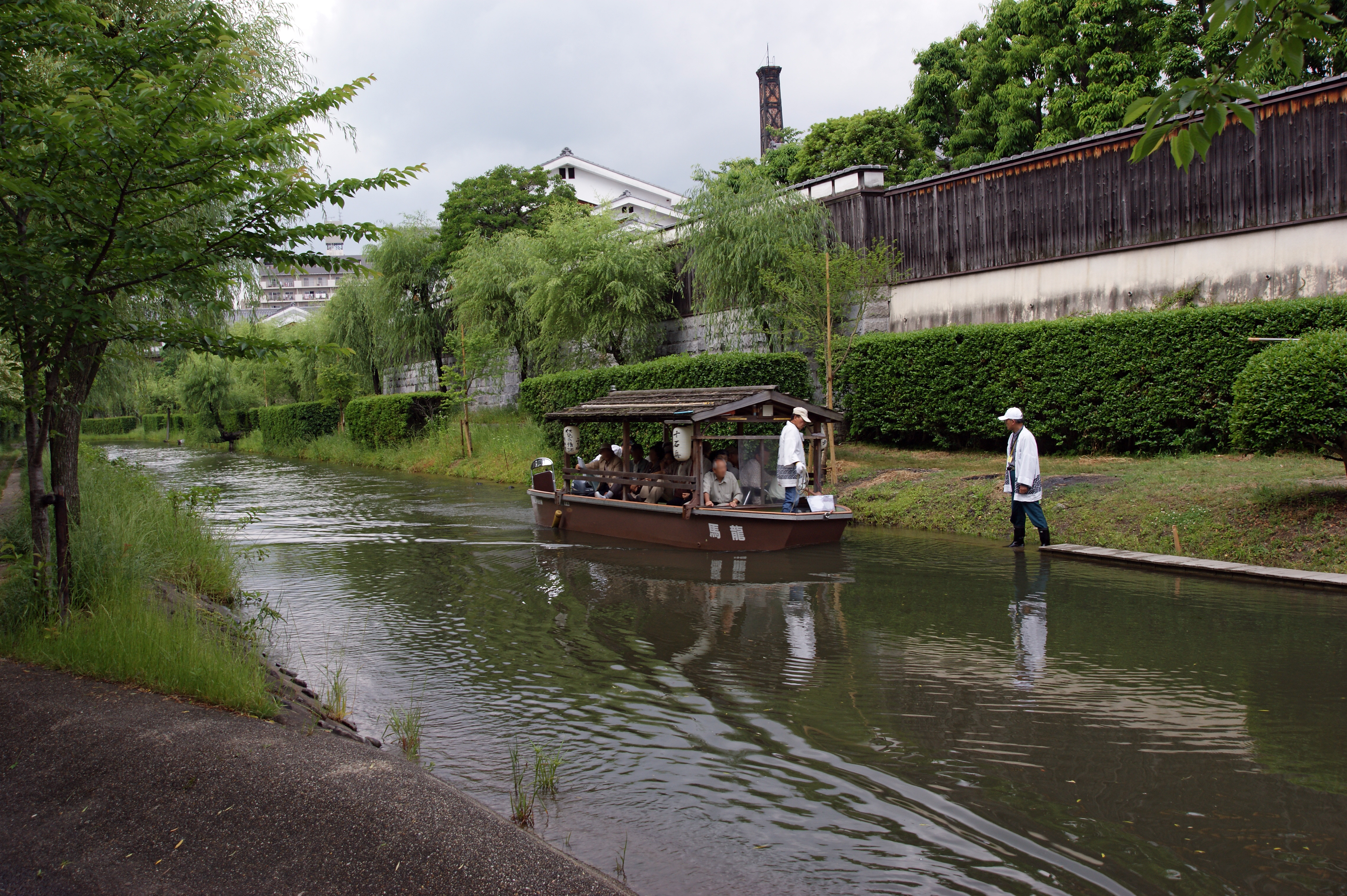
弁天橋下の船着場

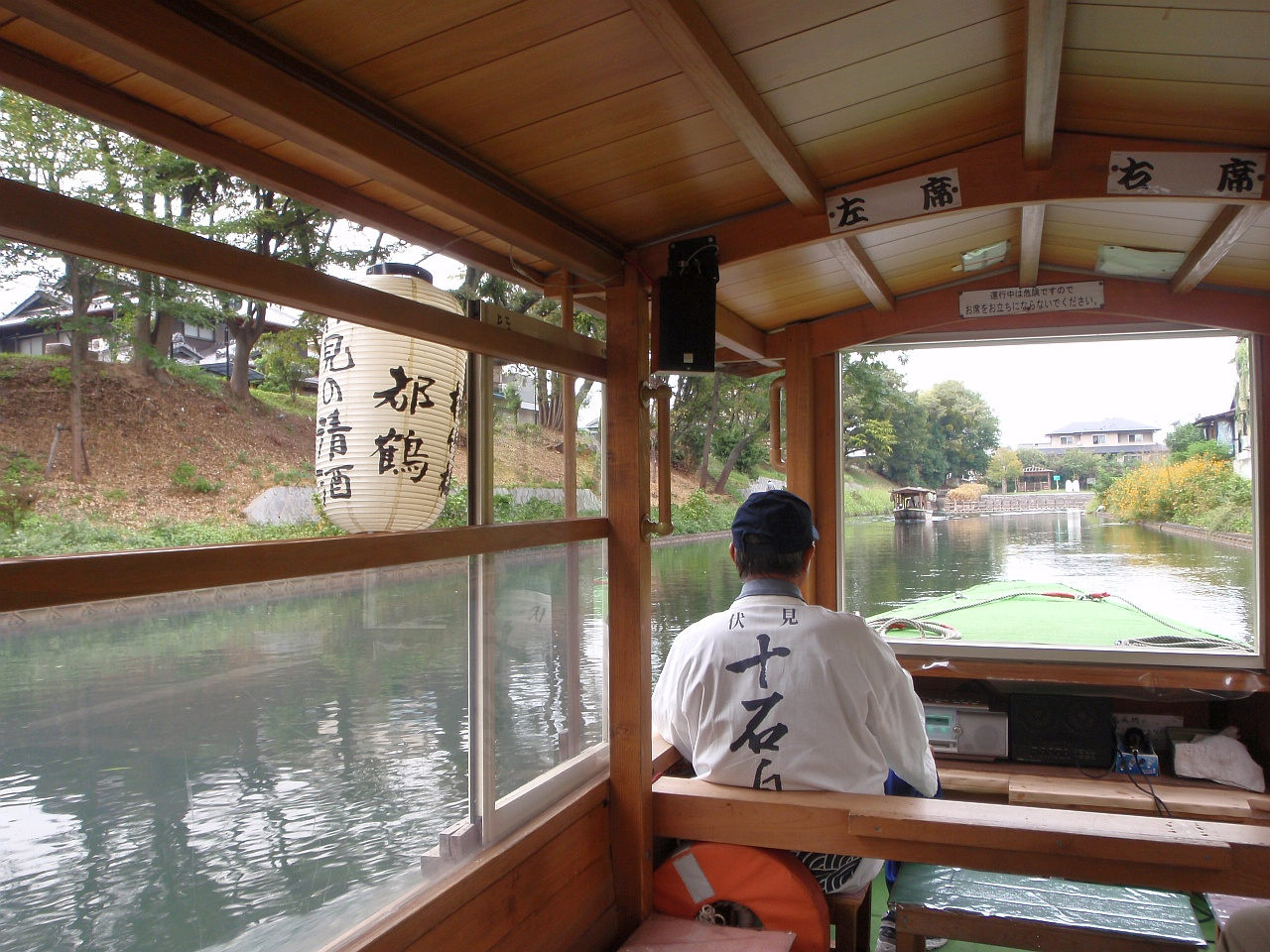
船内から見る

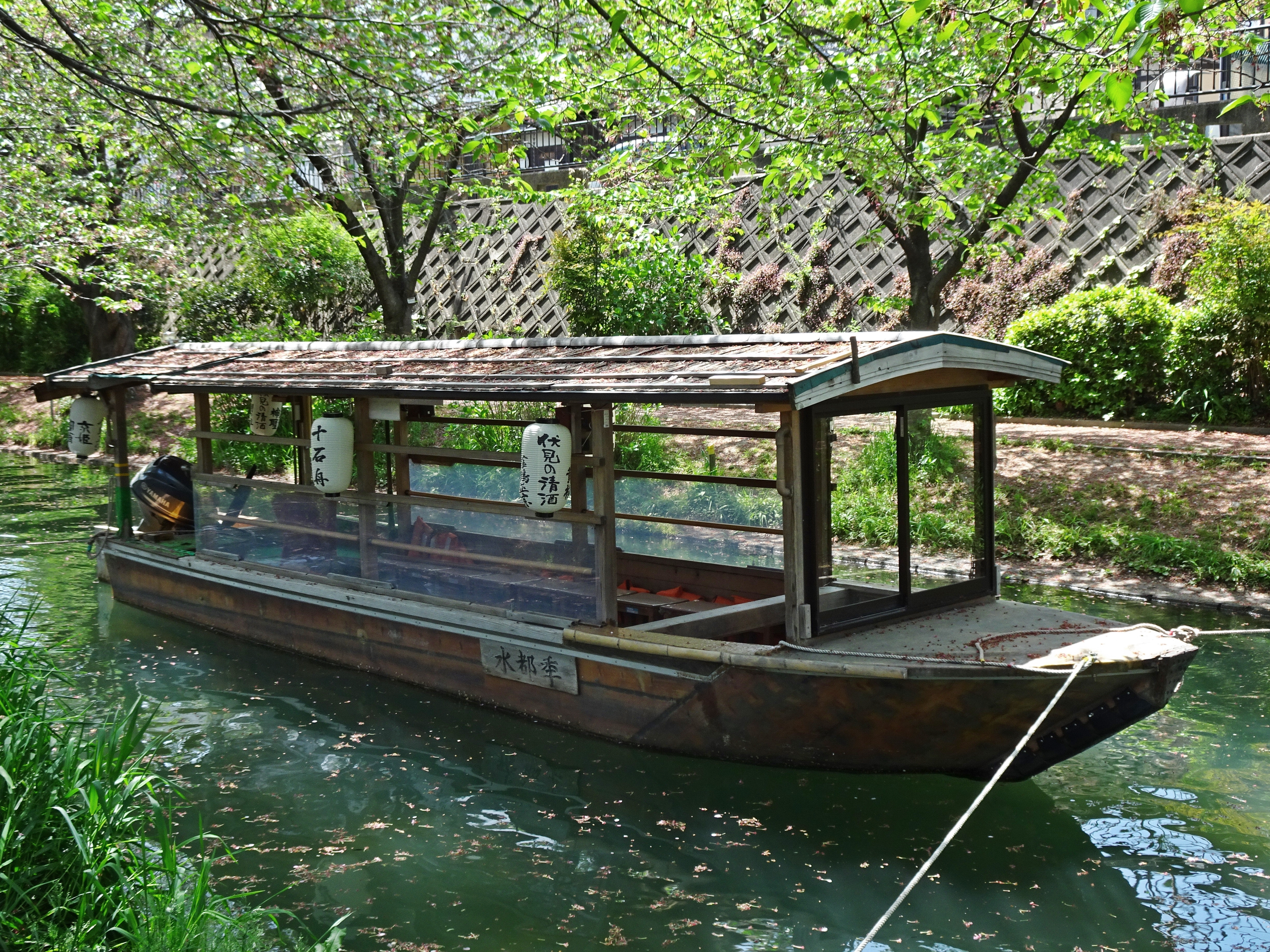
十石船近影

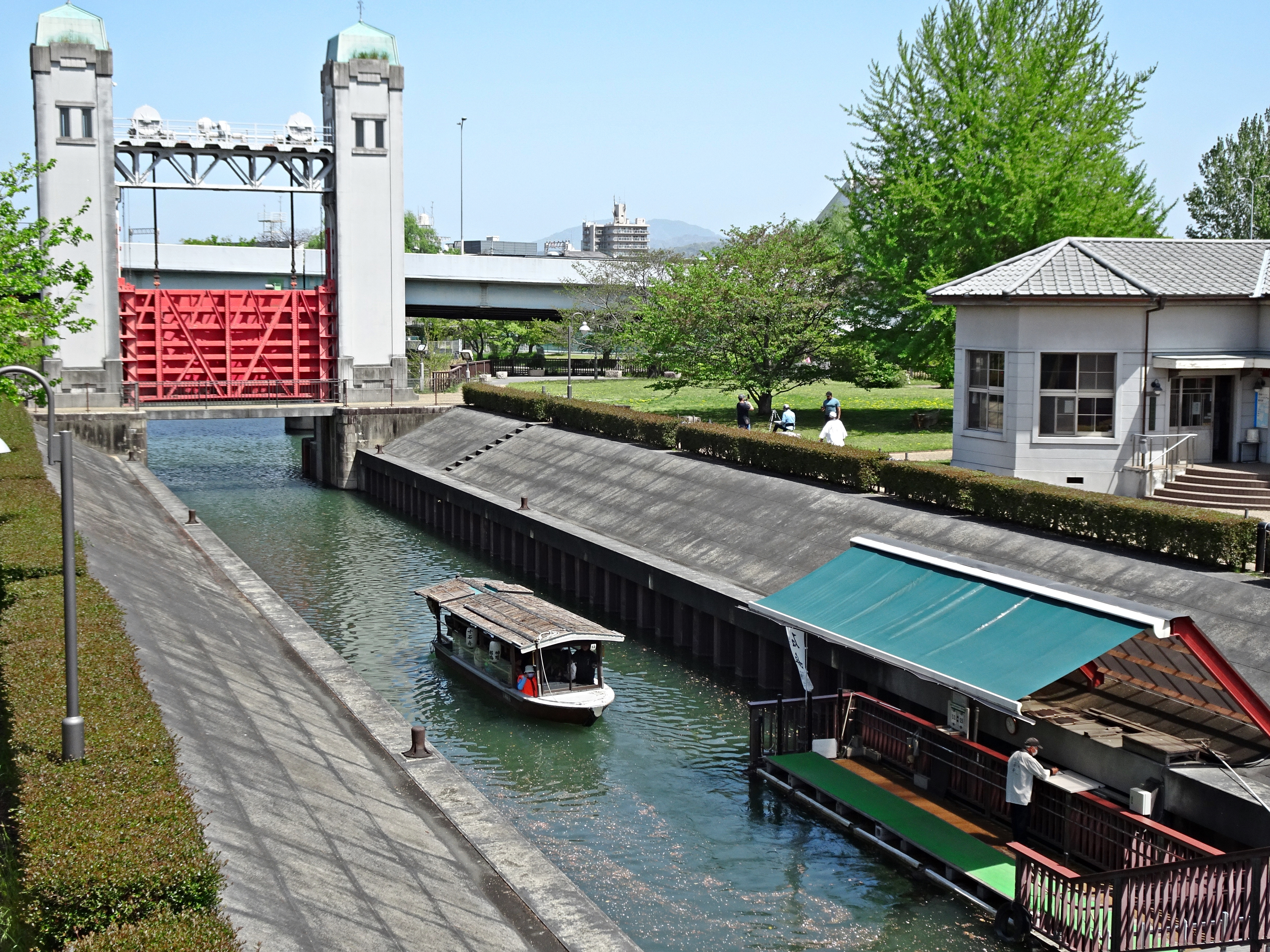
三栖閘門と十石船

伏見十石舟（ふしみじっこくぶね）は、特定非営利活動法人（NPO法人）の伏見観光協会が運航する遊覧船である。
京都府京都市伏見区の濠川（宇治川派流）に架かる弁天橋（月桂冠大倉記念館裏）のたもとから発着する。「十石舟」のほか、比較的船体が大きい「三十石船」も随時運航されている

## 歴史
「十石舟」「三十石船」は、江戸時代に伏見からの酒や米などの搬出および旅客を大坂と行き来させるため、宇治川派流と宇治川・淀川の間を航行する輸送船としてはじまり、明治時代末期まで存続した。
1998年、京都市および月桂冠など55法人の出資によるタウンマネージメント機関「株式会社伏見夢工房」が、かつての港町伏見を偲ぶ屋形船仕様の遊覧船として運航を開始したことで、再び濠川に航路が開設された。同法人は2012年6月をもって解散。運営は伏見観光協会に移管された。

## 航路要目
以下は、「十石舟」に関するものである。なお、「三十石船」は運航日が比較的少ないほか、航路が相違する。 ※詳細は、外部リンク等を参照。
- 航路 - 弁天橋（月桂冠大倉記念館裏）→三栖閘門資料館→（折り返し）→弁天橋
- 定員 - 20名
- 運航船舶 - 3隻（水古都・水都季・千姫）
- 運航時間 - 10時から16時20分までの約20分毎（11月下旬から12月上旬までは、10時から15時40分まで）
- 運休日 - 月曜日（祝日をのぞく）、8月下旬、12月下旬から3月
- 乗場 - 弁天橋（京都府京都市伏見区南浜町247）

## 近代化産業遺産
月桂冠大倉記念館をはじめとする月桂冠の施設群および松本酒造酒蔵とともに「伏見の日本酒醸造関連遺産」として近代化産業遺産の認定を受けている。

## 交通
最寄駅からの所要時間は便宜上、乗場にほど近い月桂冠大倉記念館までのものである。
- 京阪本線 中書島駅から徒歩5分、伏見桃山駅から徒歩10分
- 近鉄京都線 桃山御陵前駅から徒歩10分
- JR奈良線 桃山駅から徒歩18分

## 受賞・選定
- かおり風景100選「伏見の酒蔵」 - 環境省
- 遊歩百選 - 読売新聞 遊歩百選事務局
- 京都百景
- 京都美観風致賞・特別賞（1987年）
- 重要界わい景観整備地域（1997年）
- 京都市自然100選「伏見濠川の柳並木」

## 周辺
- 月桂冠大倉記念館
- 長建寺
- 寺田屋
- 御香宮神社
- 松本酒造
- キザクラカッパカントリー
- 三栖閘門資料館